# Artemis Fowl en de tijdparadox
Artemis Fowl en de tijdparadox (originele titel Artemis Fowl: The Time Paradox) is het zesde boek in de Artemis Fowl-reeks van de Ierse schrijver Eoin Colfer.Het boek verscheen in augustus 2008 in het Verenigd Koninkrijk. Colfer gaf na de publicatie van het boek aan in elk geval voor de komende twee jaar een punt achter de Artemis Fowl-reeks te willen zetten.

## Inhoud
Angeline Fowl krijgt een mysterieuze ziekte, die Artemis zelfs met magie niet kan genezen. Artemis zoekt wanhopig contact met Holly Short en №1. Zij ontdekken dat Angeline lijdt aan een elfenziekte genaamd spelltropy. Dit kan alleen worden genezen met het hersenvocht van een zijdesifaka. Deze soort is echter uitgestorven. Artemis had ooit wel zo’n sifaka, maar heeft deze acht jaar geleden verkocht aan een groep genaamd de Uitroeiers. Artemis laat №1 de tijdstroom openen zodat hij in het verleden de sifaka kan gaan ophalen. Door Holly te laten denken dat zij verantwoordelijk is voor Angelines ziekte krijgt Artemis haar zover dat ze ook meehelpt.
De groep arriveert in het verleden. Artemis hoopt dat de jongere versie van Butler hen zal helpen, maar het tegendeel blijkt waar. Artemis volgt daarom zelf zijn jongere versie naar het verblijf van de sifaka. De jonge Artemis dwingt de oude Artemis echter onder dreiging van een pistool de sifaka aan hem af te staan. Bij het zien van Holly verandert de jonge Artemis echter van gedachten, en neemt haar gevangen om haar te verkopen aan de Uitroeiers. Dit kan het einde van de elfen betekenen. Artemis redt haar, waarna ze met de sifaka teruggaan naar het heden. Ze worden echter gevolgd door de jonge Artemis en hun oude vijand Opal Koboi.
Opal reist mee naar de toekomst en neemt het lichaam van Angeline over. Ze neemt tevens Butler in haar macht en wil hem de jonge Artemis laten doden. Hij verzet zich echter tegen haar macht. Na een gevecht wordt Opal verslagen en kan Artemis eindelijk zijn moeder genezen. №1 wist het geheugen van de jonge Artemis en stuurt hem terug naar het verleden. Hij behoudt echter wel zijn interesse voor elfen, wat uiteindelijk zal leiden tot de gebeurtenissen uit het eerste boek.